# Bundesministerium der Finanzen

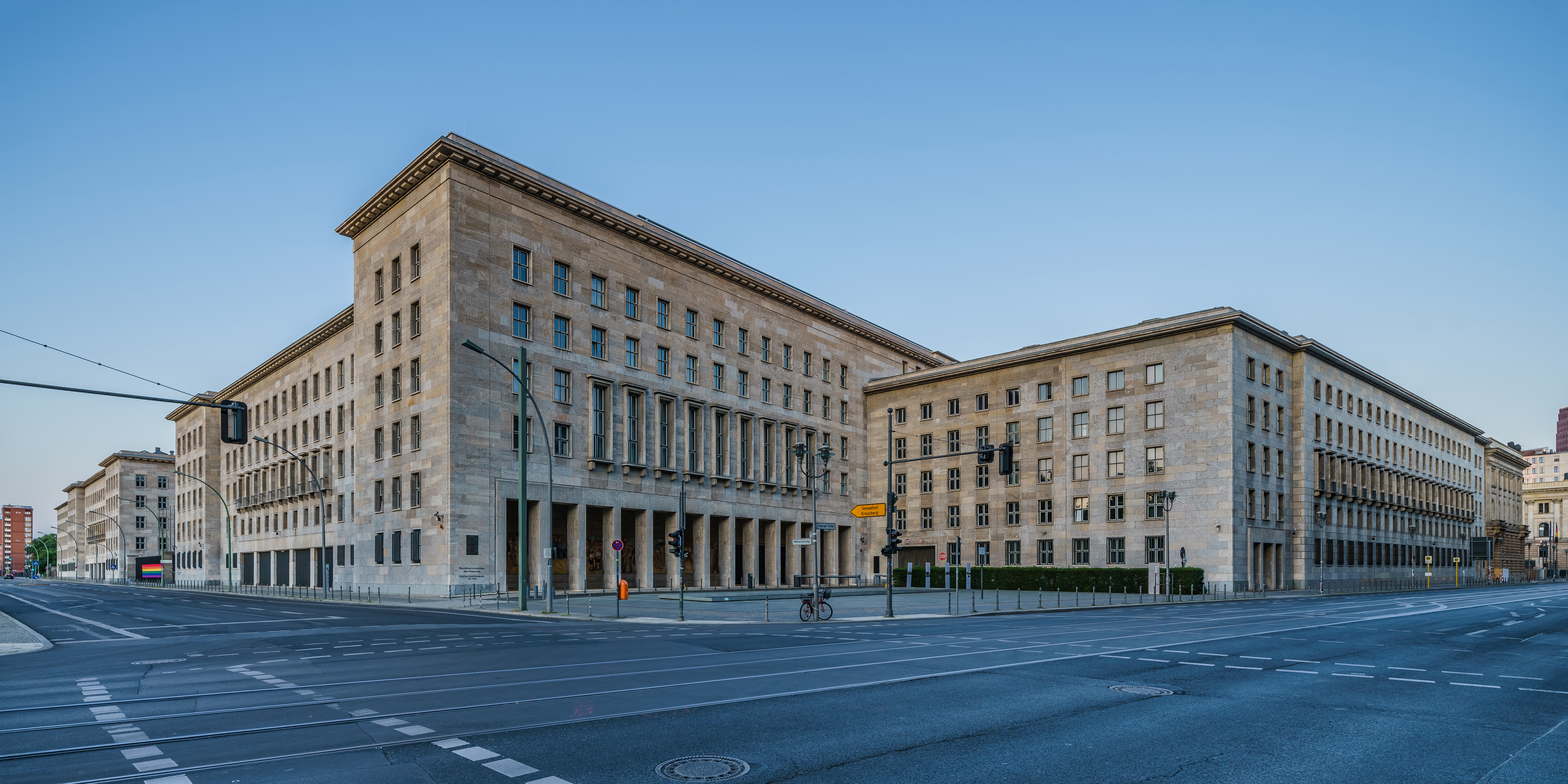
Detlev Rohwedder Haus, zetel van het Bundesministerium der Finanzen in Berlijn

Het Bundesministerium der Finanzen (afkorting: BMF), of Bundesfinanzministerium, is het ministerie van financiën van de Bondsrepubliek Duitsland. Het ministerie is verantwoordelijk voor de financiën van Duitsland.

## Beschrijving
Het Bundesministerium der Finanzen is gevestigd in Berlijn en Bonn en maakt deel uit van de Duitse bondsregering. De hoofdvestiging is sinds 1999 het Detlev-Rohwedder-Haus aan de Wilhelmstraße in Berlijn, waar eerder het Rijksluchtvaartministerie en later het Haus der Ministerien van de Duitse Democratische Republiek gevestigd was.
Aan het hoofd van het ministerie staat de bondsminister van Financiën (Finanzminister). Sinds december 2021 is dit de liberaal Christian Lindner. Het ministerie wordt bijgestaan door de Wissenschaftlicher Beirat beim Bundesministerium der Finanzen.